# Бойерманс, Теодор
Теодор Бойерманс (нидерл. Theodoor Boeyermans, Theodor Boeijermans; 10 ноября 1620, Антверпен — январь 1678, Антверпен) — фламандский живописец, рисовальщик и гравёр в технике офорта Золотого века искусства Нидерландов. Работал в Антверпене, писал картины на исторические сюжеты и групповые портреты в стиле барокко, основанные на традициях Питера Пауля Рубенса и Антониса Ван Дейка.

## Биография
Теодор Бойерманс родился в Антверпене (южные Нидерланды, ныне Бельгия) в семье Яна Бойерманса, Дирксзона, родом из Харлема, который долгое время проживал в Антверпене, и Агнеты Лерманс, уроженки Антверпена. Его мать была вдовой, которая привела в семью девять детей от первого брака. Отец Бойерманса умер в 1624 году. Начальное образование Бойерманс получил в Антверпене. В 1634 году его матери дали охранную грамоту, позволяющую её семье остаться в Эйндховене в Голландской республике. Здесь Бойерманс, вероятно, получил степень магистра. С 1649 года он постоянно жил в Антверпене, в доме, в котором родился и который назывался «Золотой пресс» (De Gulden Pers).
Художественное образование Теодора Бойерманса неясно, биографы предполагают обучение в мастерской Ван Дейка в Антверпене. Возможно, художник также совершил поездку в Италию. В 1654 году, когда ему было уже тридцать четыре года, Бойерманс стал мастером антверпенской Гильдии Святого Луки.
Теодор всю жизнь оставался холостяком. Он присоединился к «Братству пожилых холостяков» (Sodaliteit der Bejaarde Jongmans), основанному орденом иезуитов. С 1664 года он также был членом Антверпенской риторической палаты «Оливковая ветвь» (de Olyftack), сотрудничал с Дирком ван Деленом, голландским членом «Оливковой ветви», над большой картиной под названием «Аллегория искусств», которую они подарили риторической палате в 1666 году.
Учеником Теодора Бойерманса в 1670 году был Маркус Форхондт, сын торговца произведениями искусства Гиллама Форхондта Старшего. Позже Маркус переехал в Вену, чтобы представлять семейную коммерцию, но продолжал поддерживать контакты с Бойермансом, о чём свидетельствует письмо, датированное сентябрем 1677 года.
Теодор Бойерманс скончался в Антверпене в январе 1678 года.

## Творчество
Датированные работы Бойерманса относятся к периоду 1660—1677 годов. В основном он был художником картин на исторические и аллегорические сюжеты. Бойерманс получал множество заказов для церквей в родном Антверпене, регионе Кемпен и в Малине. Он также писал групповые портреты. Вместе с Эразмом Квеллином Бойерманс считается одним из последних значительных фламандских художников исторического жанра XVII века.
На стиль его живописи повлияли картины Рубенса и Ван Дейка, но он предпочитал более тёмную палитру. В то же время его композиции демонстрируют чувство равновесия и покоя, а типы лиц часто представляют собой утончённый идеал красоты.
Одна из его аллегорических картин «Антверпен, питающий живописцев» (1665, Королевский музей изящных искусств, Антверпен) представляет собой дань художественной истории Антверпена и была выполнена для зала заседаний Антверпенской академии изящных искусств, основанной незадолго до этого в 1663 году по инициативе фламандского живописца Давида Тенирса Младшего. Картина предназначалась для украшения потолка конференц-зала академии, для которой Якоб Йорданс подарил две другие. Аллегорическая картина Бойерманса прославляет славное художественное прошлое Анверпена. Это прошлое представлено портретами Питера Пауля Рубенса и Антониса Ван Дейка, которые наблюдают за молодыми учениками, занимающимися искусством. В центре находится аллегорическая женская фигура, олицетворяющая город Антверпен и, по некоторым данным, являющаяся портретом жены Ван Дейка Марии Рутвен. Фигура Хроноса (Времени) сопровождает молодых учеников в виде путти (малышей), которые представляют свои произведения, а речной бог Скальдис (символ реки Шельды в Антверпене) с рогом изобилия символизирует богатство и щедрость художественного наследия города. Бюст Гомера подчёркивает тесную связь между искусством живописи и поэзии. В 1660-х годах Бойерманс создал ещё одну аллегорическую картину, названную «Аллегория города Антверпена» (частная коллекция).
Одна из последних работ художника представляет «Охоту на калидонского вепря» (1677, Музей охоты и природы, Париж) и вдохновлена трактовкой той же темы Рубенсом. Изображённая сцена сосредоточена на убийстве дикого вепря охотниками и гончими. Хотя Бойерманс явно вдохновлён картиной Рубенса, оригинальность его композиции проявляется в более простой трактовке в сравнении с вихрем людей и животных у Рубенса.
В портретах работы Теодора Бойерманса более всего заметно влияние искусства Ван Дейка. Примером может служить семейный портрет семьи де Би (Королевский музей изящных искусств, Антверпен), на котором изображена зажиточная семья де Би из Антверпена среди обычных символов: верности (собака), силы духа (колонна), плодородия (виноградные лозы) и любви (огонь).

## Галерея

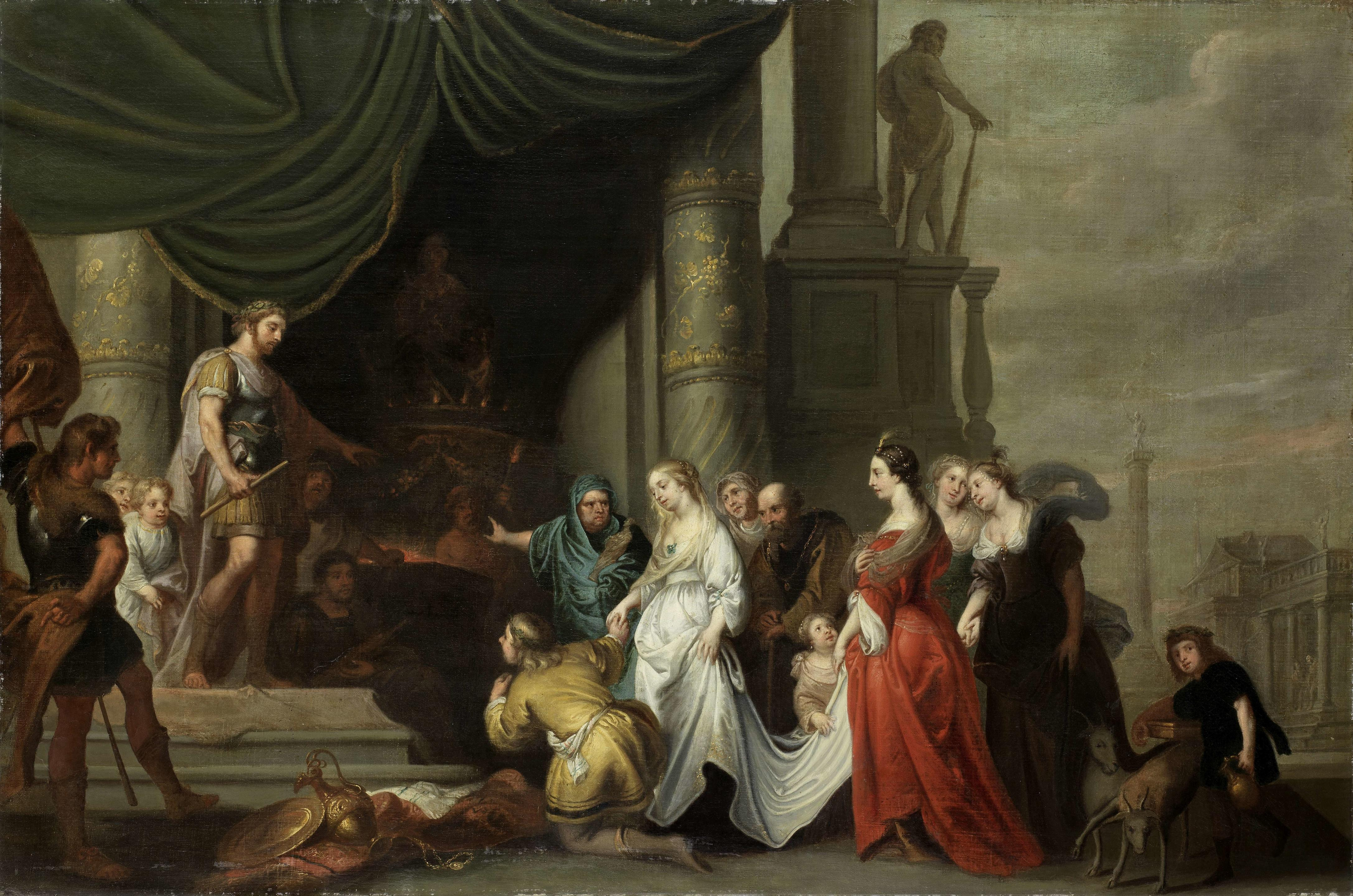
Великодушие Сципиона. Между 1654 и 1678. Холст, масло. Частное собрание
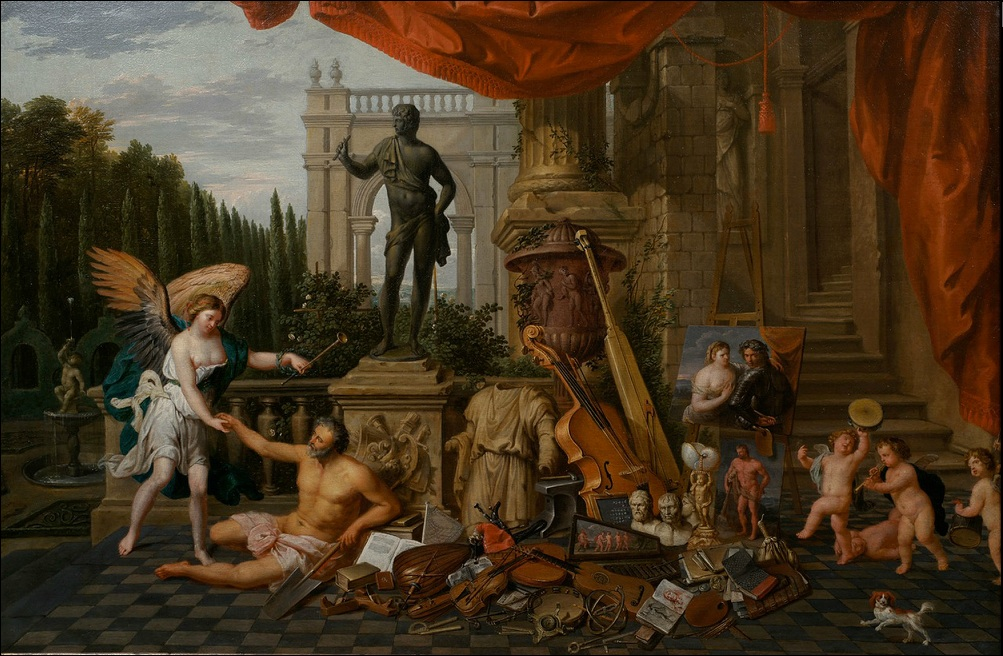
Аллегория города Антверпена. Ок. 1660. Холст, масло. Частное собрание
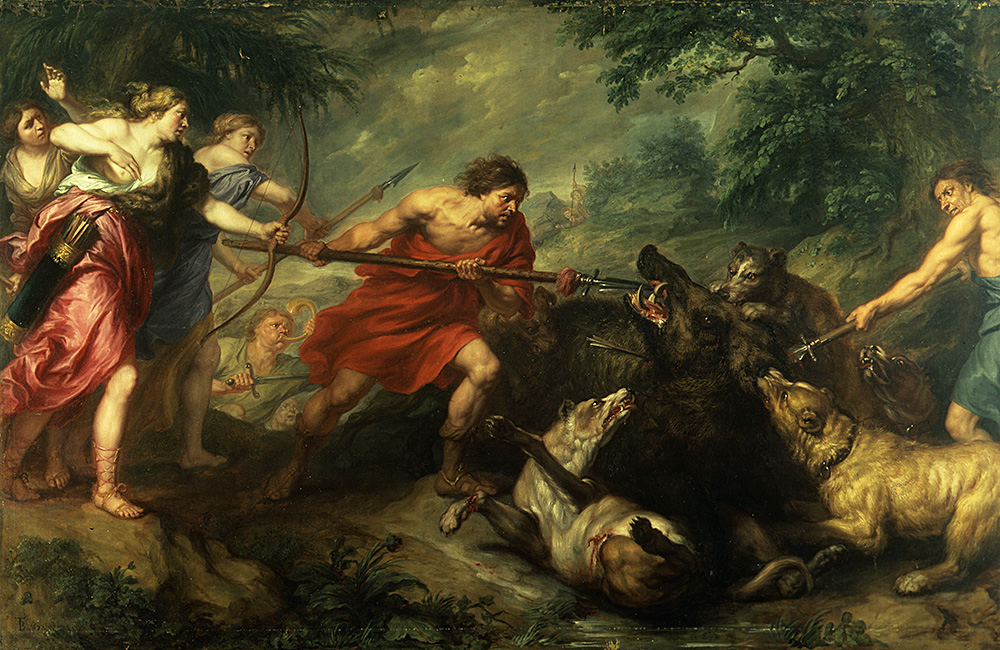
Охота на калидонского вепря (Мелеагр убивает калидонского вепря). 1677. Холст, масло. Музей охоты и природы, Париж
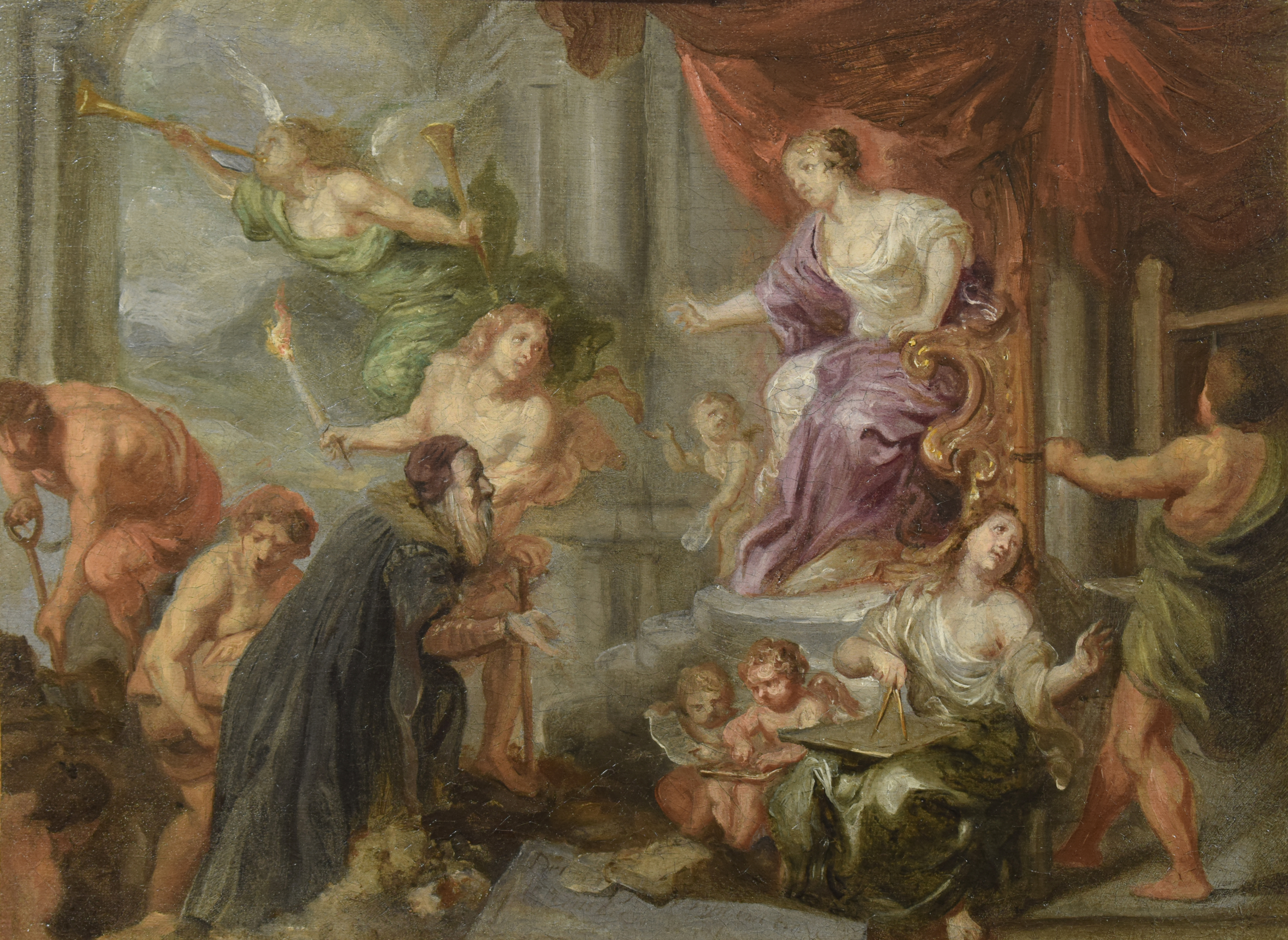
Прославление дома Плантена-Моретуса. Между 1654 и 1678. Холст, масло. Музей Плантена-Моретуса, Антверпен
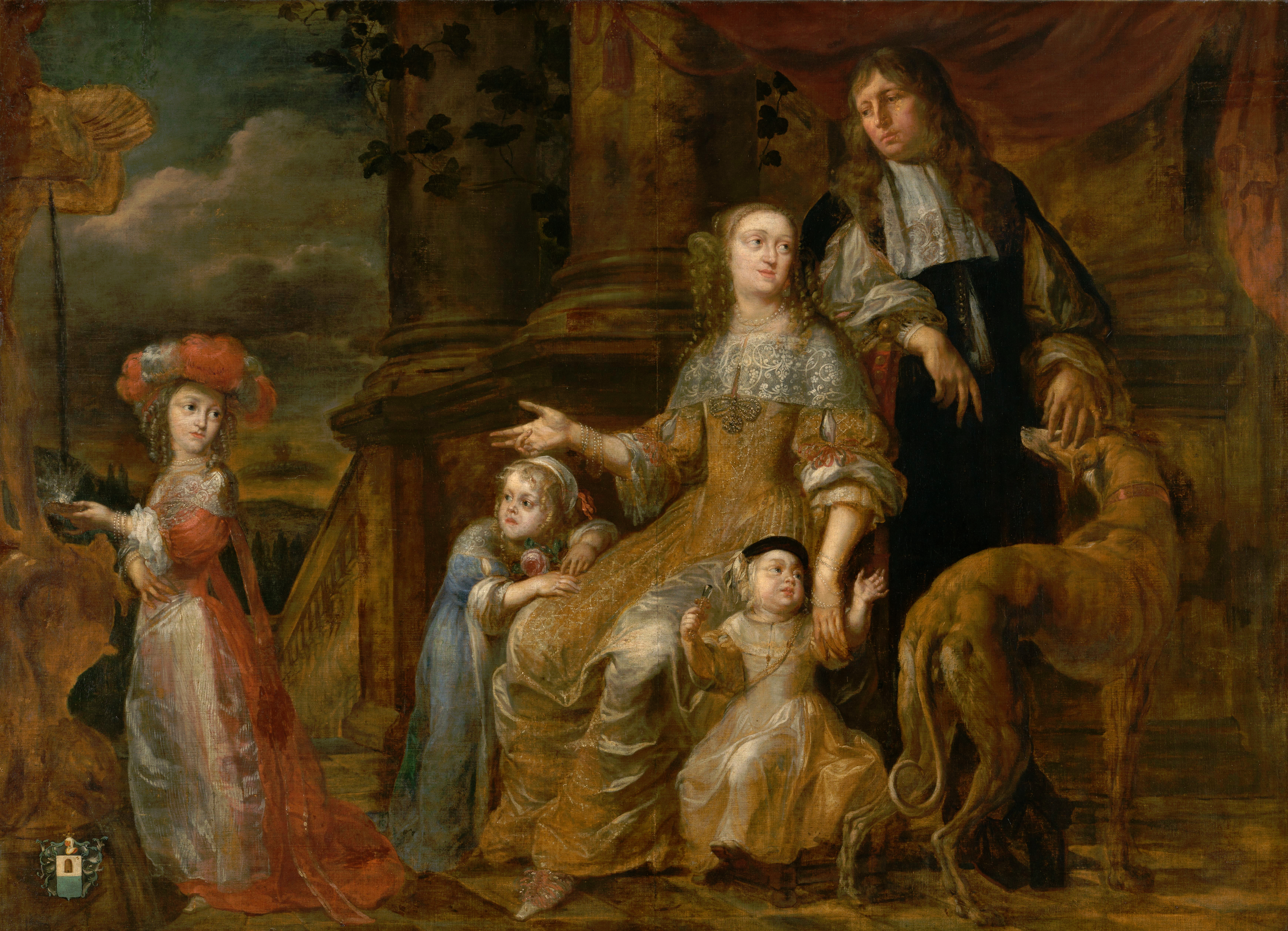
Портрет семьи де Би. Между 1635 и 1676. Холст, масло. Королевский музей изящных искусств, Антверпен
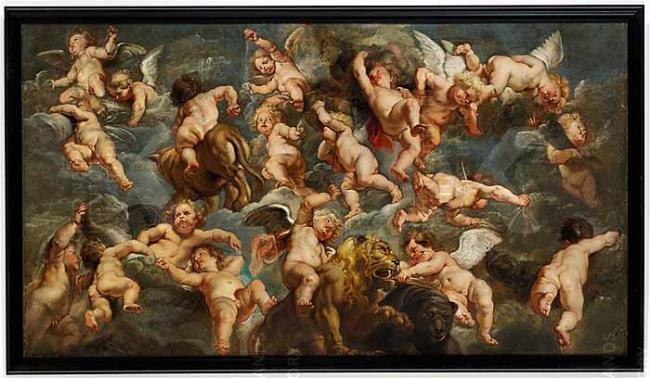
Путти, играющие с животными. Между 1635 и 1678. Холст, масло. Частное собрание